# 당원 (신라)
당원(幢元, ?~?)은 신라의 관리이다.

## 생애
696년, 이찬 관등의 중시에 임명되어 그 동안 곡물인 가화(嘉禾)가 진상되는 등 태평했지만 698년에 수도에 지진이 일어나고 대풍(大風)으로 나무가 꺾이는 일들이 일어나자 늙음을 이유로 관직을 그만두었다.